# روباچن
روباچن (به لهستانی:  Robaczyn) یک روستا در لهستان است که در گمینا شمیگیل واقع شده‌است.